# 船井神社

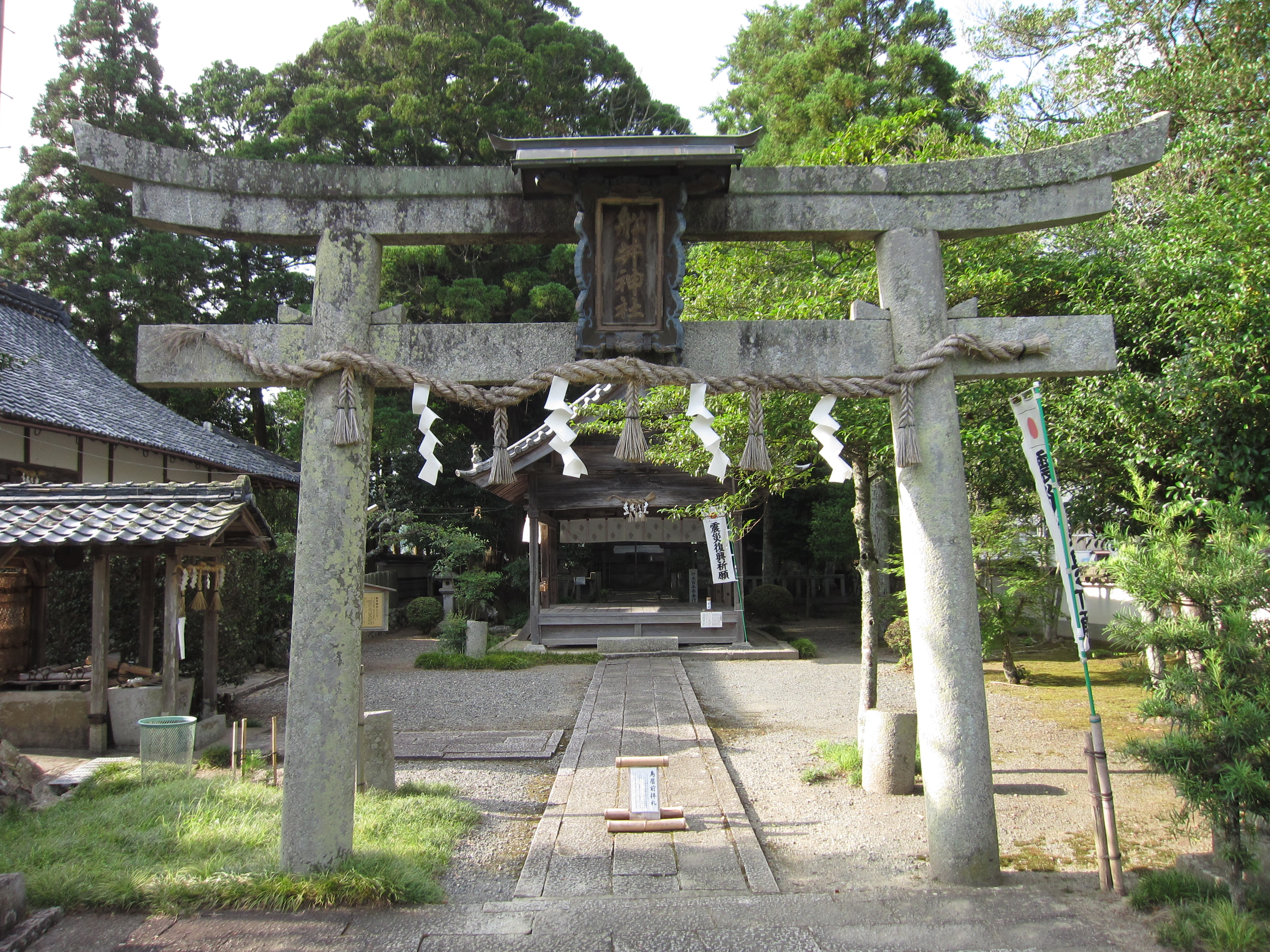
鳥居

船井神社（ふないじんじゃ、公称：舩井神社）は、京都府南丹市八木町船枝にある神社。式内社で、旧社格は郷社。神紋は「橘」。

## 祭神
祭神は次の7柱。
- 住吉三神 - 創建以来の祭神。次の3柱の総称。
  - 底筒之男命
  - 中筒之男命
  - 表筒之男命
- 春日四神 - 保安元年（1120年）に合祀。次の4柱の総称。
  - 武甕槌命
  - 経津主命
  - 天児屋根命
  - 比売神

## 歴史

### 創建
神功皇后が三韓征伐を行なった際、住吉明神に祈ると船が現れて征伐も成功した。このことによりこの地に住吉明神を祀る神社として創建されたという。
また神社の北西500メートルほどの地に「瀛居の杜（おこのもり、太古の森）」と呼ばれる塚があるが、もとはその地に前身の住吉神社が鎮座していたといい、慶雲2年（705年）の大堰川の氾濫により現在地の鹿野森（かやもり）に移されたという。
「船井（舩井）」の社名・郡名は、当地が大堰川（桂川）の船の停泊地（船居）であったことに由来するといわれる。

### 概史
延長5年（927年）成立の『延喜式』神名帳では丹波国船井郡に「船井神社」と記載され、式内社に列している。
社伝では、仁和3年（880年）には大地震により社殿が崩壊して安和2年（970年）に再建されたとし、保安元年（1120年）には丹波国司であった藤原家保により春日神が勧請され合祀されたとする。
江戸時代は「鹿野森明神」や「春日大明神」と称され、神社の灯籠にも「春日神」と刻まれている。
本殿は天保3年（1832年）に焼失し、天保6年（1835年）に再建された。
明治維新後、明治6年（1873年）に近代社格制度において郷社に列した。

## 境内
社殿のうち、本殿は天保6年（1835年）、拝殿は寛政6年（1794年）の造営。拝殿内奥右上の金網に覆われた馬の絵馬は、左甚五郎の作と伝える。昔、毎夜絵馬から馬が抜け出て水を飲みに行ったが、馬の首につけていた鈴がうるさいことから金網が張られたという。
また境内には「腕守（かいなもり）」と称される五輪塔があり、安倍貞任の腕を祀るという。亀岡盆地周辺では、他にも貞任にまつわる塚・地名が多く残っている（「安倍貞任#墳墓」参照）。

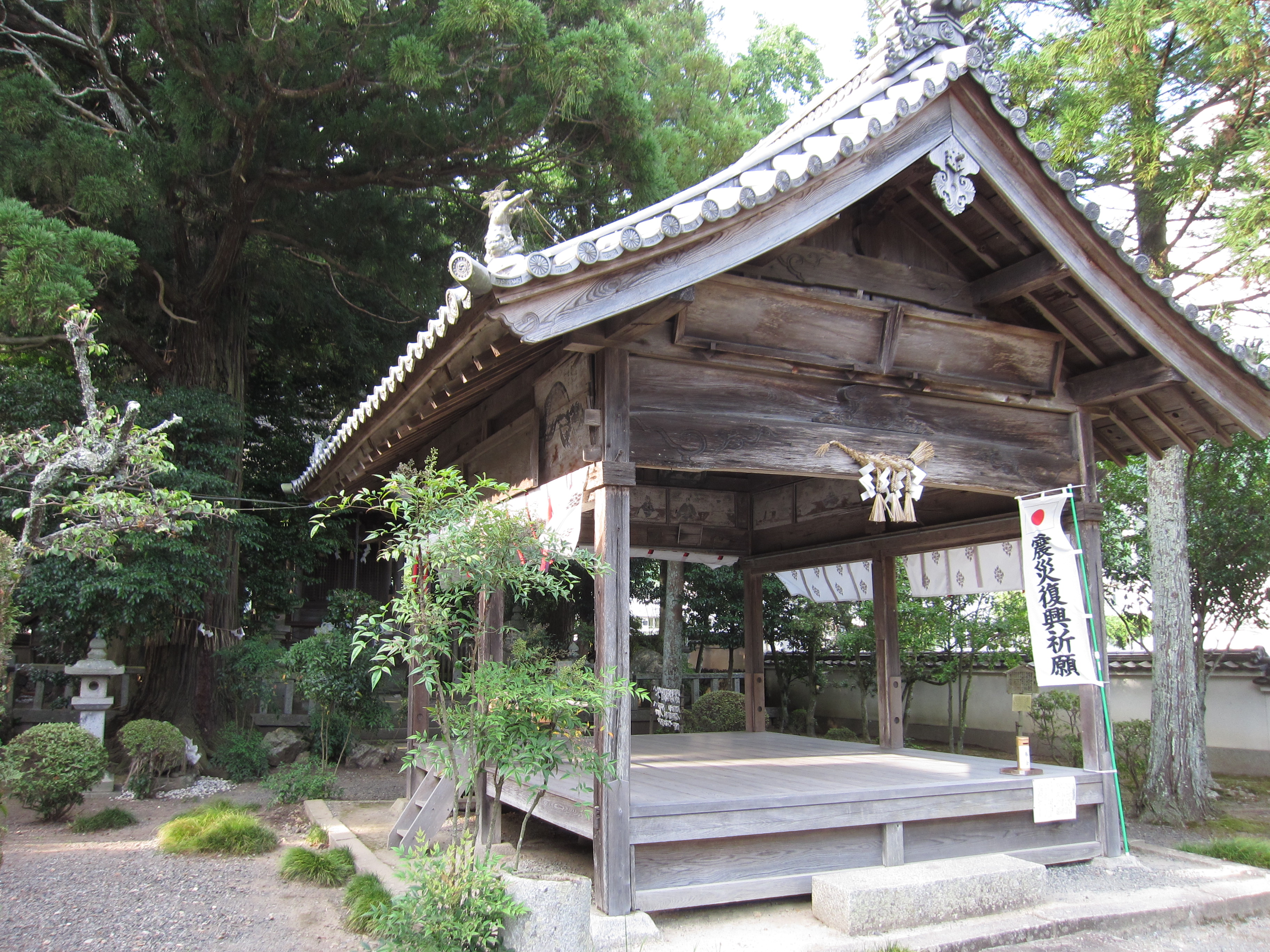
境内
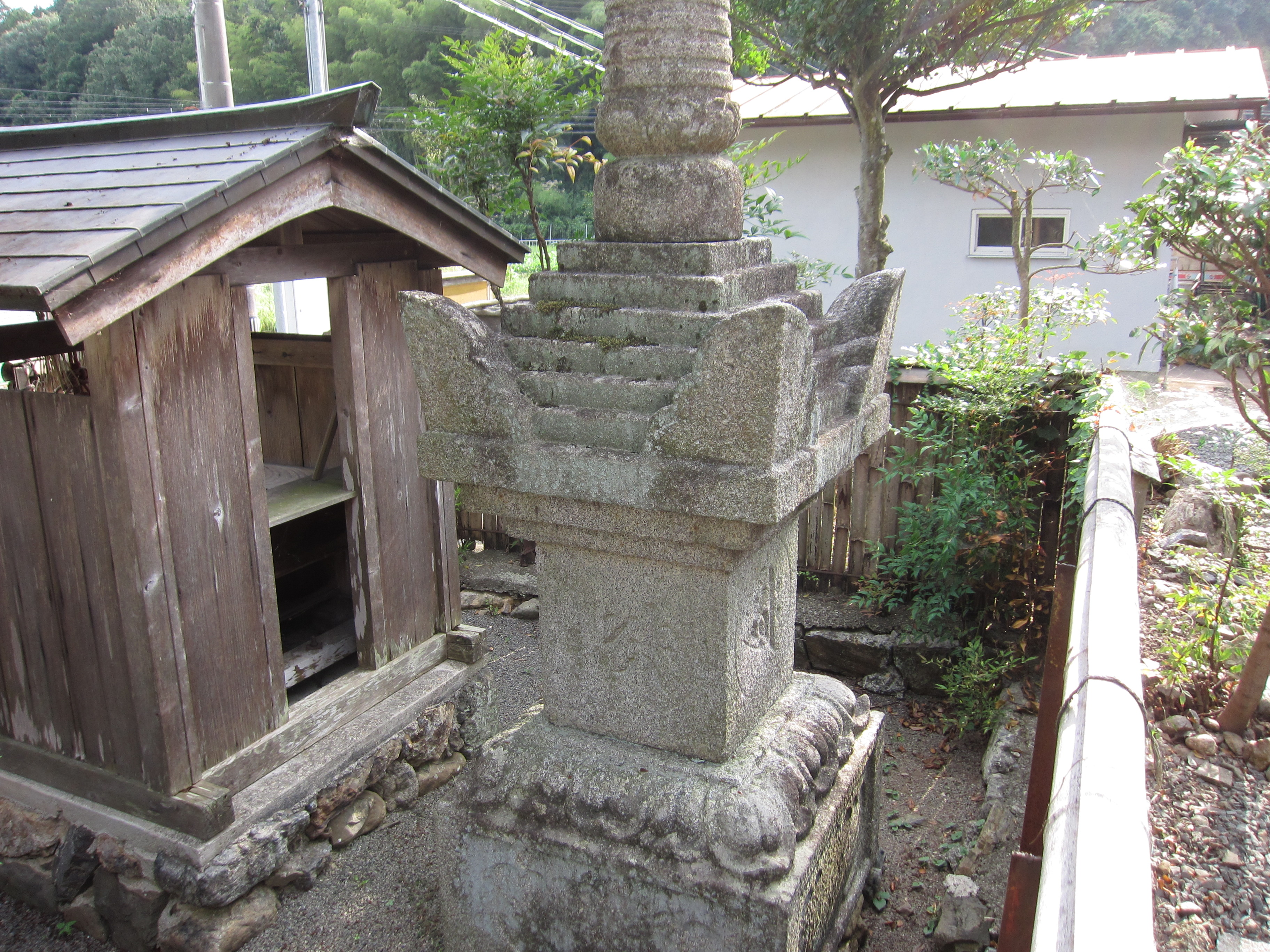
腕守
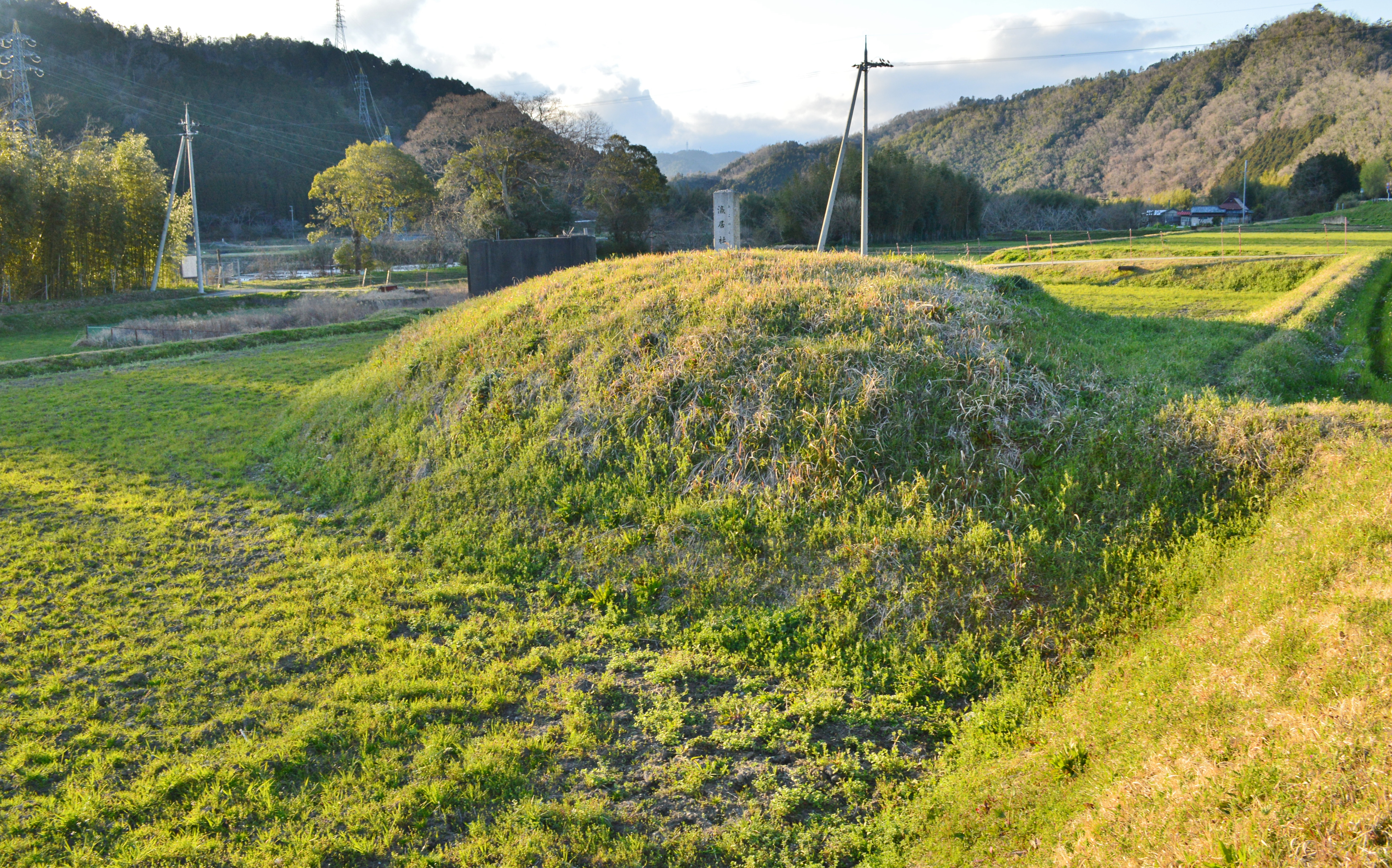
瀛居杜（旧社地伝承地）

## 摂末社
- 八幡社 - 祭神：誉田別尊
- 若宮社 - 祭神：天押雲根命
- 天満社 - 祭神：菅原道真
- 稲荷社 - 祭神：宇迦之御魂大神
- 伊邪那岐命・伊邪那美命社 - 祭神：伊邪那岐命、伊邪那美命
- 帝釈天遥拝所 - 祭神：京都帝釈天
- 伊勢神宮遥拝所 - 祭神：天照大神、豊受大神
- 腕守社

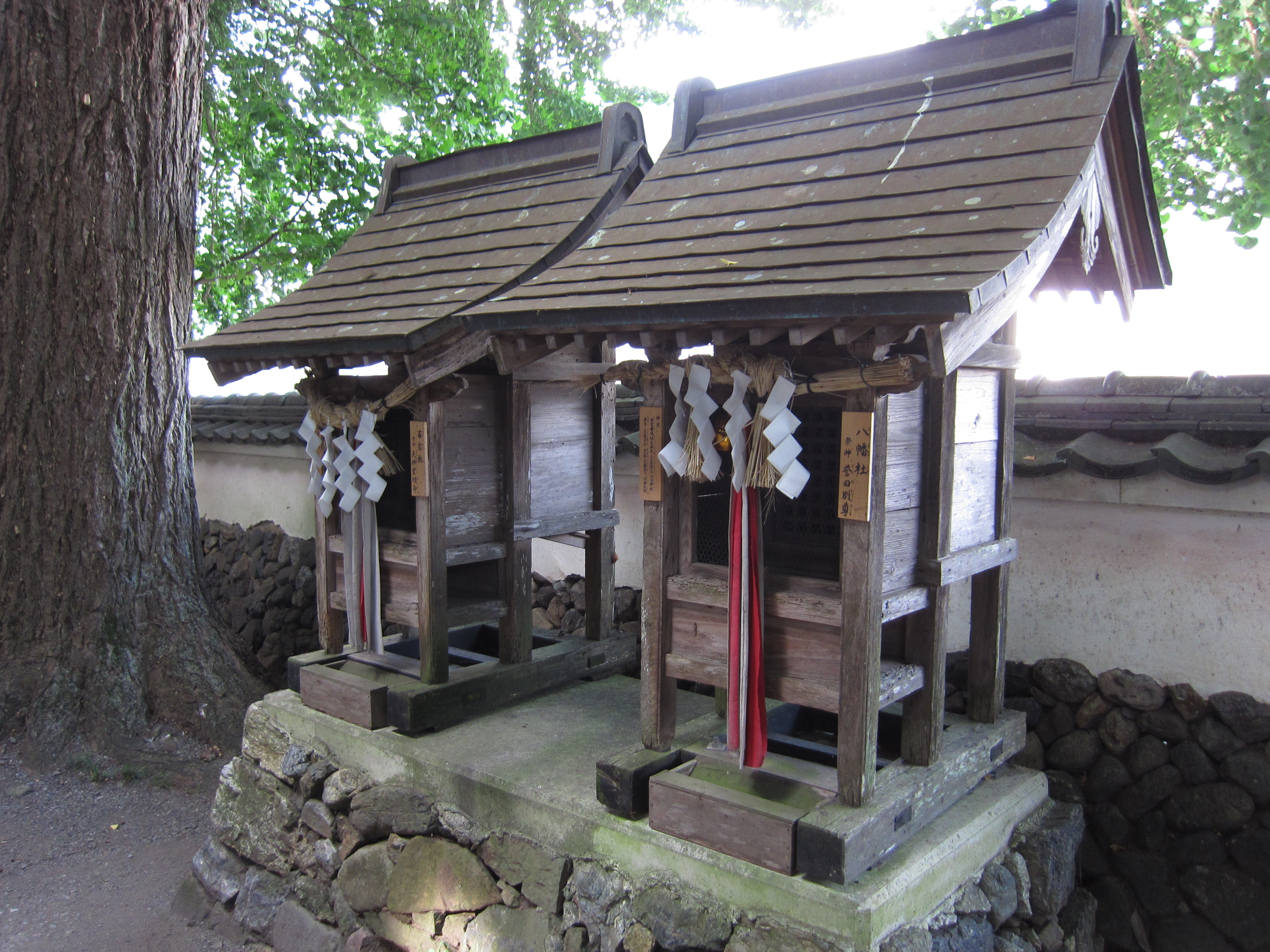
（右から）八幡社、若宮社
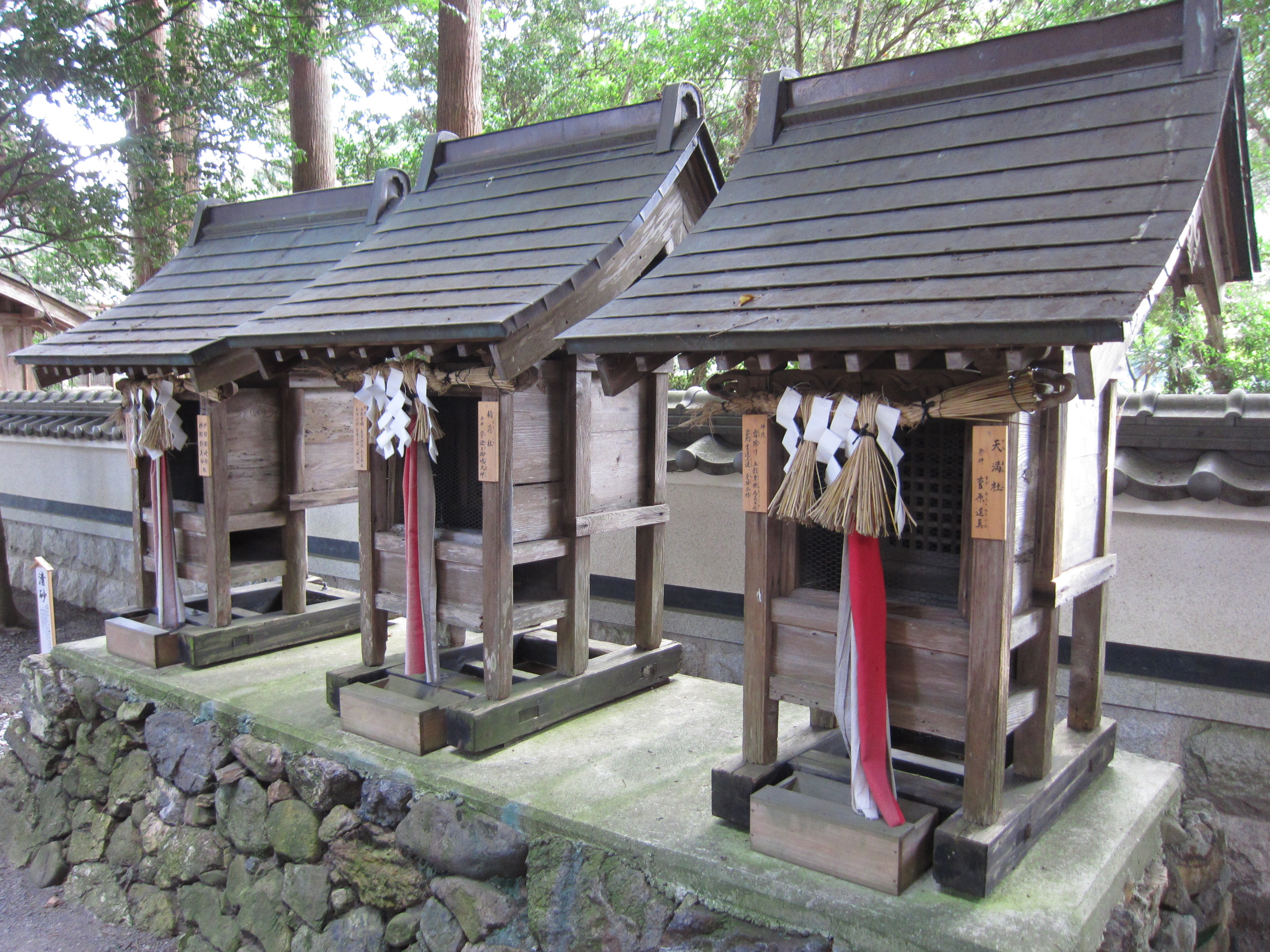
（右から）天満社、稲荷社、伊邪那岐・伊邪那美命社
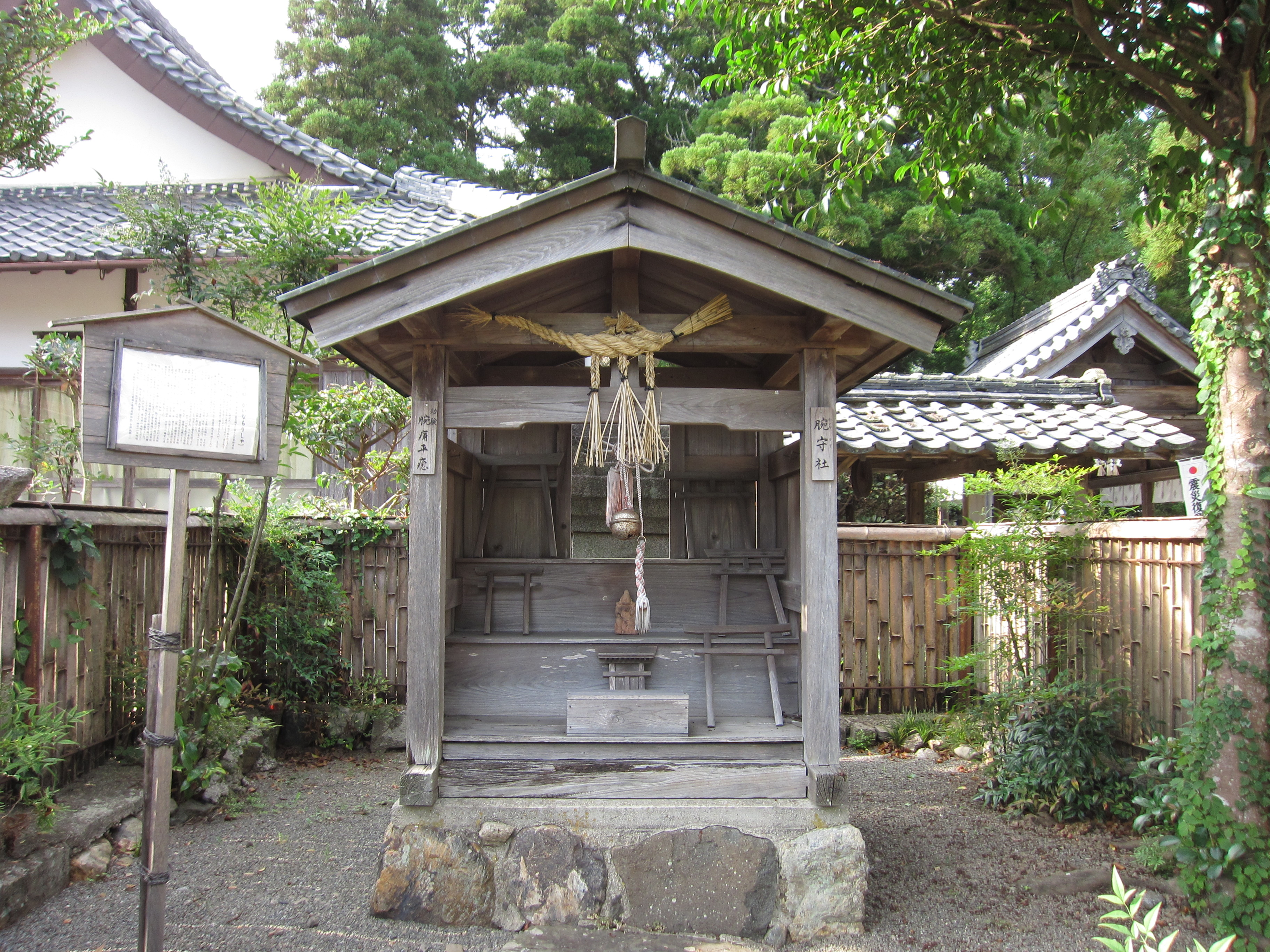
腕守社

## 主な祭事
- 歳旦祭 （1月1日）
- 祈年祭 （2月17日近くの日曜日）
- 夏越し大祓式 （6月30日近くの日曜日）
- 例祭 （10月21日近くの日曜日）
- 新穀感謝祭 （11月23日）
- 年越大祓式、除夜祭 （12月31日）
- 月次祭 （毎月1日・15日）

## 現地情報
所在地
- 京都府南丹市八木町船枝才ノ上51

交通アクセス
- 西日本旅客鉄道（JR西日本）嵯峨野線 吉富駅から、車で約7分

周辺
- 京都帝釈天